# Порале (Ђенова)
Порале је насеље у Италији у округу Ђенова, региону Лигурија.
Према процени из 2011. у насељу је живело 3 становника. Насеље се налази на надморској висини од 689 м.